# Tỉnh ủy Nam Định
Tỉnh ủy Nam Định hay còn được gọi Ban chấp hành Đảng bộ tỉnh Nam Định là cơ quan lãnh đạo cao nhất của Đảng bộ tỉnh Nam Định giữa hai kỳ đại hội đại biểu Đảng bộ tỉnh Nam Định, do Đại hội Đại biểu Đảng bộ tỉnh bầu.
Tỉnh ủy Nam Định có chức năng thi hành nghị quyết, quyết định của Đại hội Đại biểu Đảng bộ tỉnh Nam Định, Ban Chấp hành Trung ương Đảng, Ban Bí thư và Bộ Chính trị.
Đứng đầu Tỉnh ủy là Bí thư Tỉnh ủy và thường là ủy viên Ban chấp hành Trung ương Đảng. Bí thư hiện tại là ông Đặng Khánh Toàn.

### Ban Thường vụ Tỉnh ủy nhiệm kỳ 2020 - 2025[3]
1. Đặng Khánh Toàn, Bí thư Tỉnh ủy.
2. Lê Quốc Chỉnh - Phó Bí thư Thường trực Tỉnh ủy, Chủ tịch HĐND tỉnh
3. Phạm Ðình Nghị - Phó Bí thư Tỉnh ủy, Chủ tịch UBND tỉnh
4. Nguyễn Văn Va - Trưởng ban Tổ chức Tỉnh ủy
5. Nguyễn Mạnh Hiền - Chủ nhiệm Ủy ban Kiểm tra Tỉnh ủy
6. Trần Anh Dũng - Phó Chủ tịch thường trực UBND tỉnh
7. Phạm Thị Thu Hằng - Trưởng ban Tuyên giáo Tỉnh ủy
8. Trần Minh Tiến - Giám đốc Công an tỉnh
9. Nguyễn Anh Tuấn - Bí thư Thành ủy Nam Định
10. Nguyễn Phùng Hoan - Phó Chủ tịch thường trực HĐND tỉnh
11. Hoàng Nguyên Dự - Trưởng ban Nội chính Tỉnh ủy
12. Lương Văn Kiểm - Chỉ huy trưởng Bộ Chỉ huy QS tỉnh
13. Mai Văn Quyết - Giám đốc Sở Kế hoạch đầu tư
14. Trần Minh Thắng - Chủ tịch Ủy ban Mặt trận Tổ quốc Việt Nam tỉnh